# NGC 5421
NGC 5421 في الفهرس العام الجديد، هي مجرة، تقع في كوكبة السلوقيان. اكتشفت في 9 يونيو 1880 بواسطة إدوارد ستيفان.

## روابط خارجية
- NGC 5421 على موقع ويكي سكاي: DSS2, SDSS, GALEX, IRAS, Hydrogen α, X-Ray, Astrophoto, Sky Map, Articles and images